# Jack Dromey
John Eugene Joseph Dromey, dit Jack Dromey (né le 29 septembre 1948 et mort le 7 janvier 2022), est un homme politique et un syndicaliste britannique du Parti travailliste qui est député de Birmingham Erdington de 2010 jusqu'à sa mort et le Shadow Paymaster General en 2021.
Dromey rejoint le banc avant travailliste sous la direction du leader Ed Miliband comme ministre fantôme du logement de 2010 à 2013, date à laquelle il devient le ministre fantôme de la police. Il reste en poste après l'élection de Jeremy Corbyn à la tête jusqu'à sa démission en juin 2016, mais revient en tant que ministre fantôme du Travail quelques mois plus tard. Il est nommé ministre fantôme des pensions en 2018 et continue à occuper le poste avec Keir Starmer jusqu'en 2021.
Avant son élection au Parlement, il est secrétaire général adjoint du Syndicat général des transports et des travailleurs et trésorier du Parti travailliste. Dromey est marié à Harriet Harman, ancienne chef adjointe du Parti travailliste et ministre du cabinet.

## Biographie

### Jeunesse et carrière de syndicaliste
Jack Dromey est né de parents irlandais à Brent et grandit à Kilburn, Londres. Il fait ses études à la Cardinal Vaughan Memorial School, à Holland Park, qui est à l'époque un lycée,.
Au début des années 1970, alors qu'il travaille au Brent Law Center, Dromey est élu président de sa branche du Syndicat des travailleurs des transports et des travailleurs généraux et délégué au Conseil des métiers de Brent. En 1973, il prend un rôle de premier plan dans la planification de l'occupation de Centre Point, avec des militants du logement et de l'action directe Jim Radford et Ron Bailey. Cet événement est conçu pour mettre en évidence et faire connaître l'injustice perçue du développement de bâtiments le plus important (et le plus haut) de Londres - qui comprenait un certain nombre d'appartements de luxe - restant vides année après année tandis que des dizaines de milliers de personnes languissent sur les listes d'attente pour un logement à travers la capitale. L'événement est reporté en 1973 mais s'est finalement déroulé avec succès en janvier de l'année suivante.
Jack Dromey se construit alors une réputation d'orateur et d'organisateur efficace dans le mouvement syndical et grâce à son implication auprès du Brent Trades Council et de la Greater London Association of Trades Councils, qui l'envoie en tant que délégué au Conseil régional du Sud-Est du Congrès des syndicats.
Jack Dromey assiste au « Procès de Luanda » de 1976, alias « Procès des Mercenaires », à Luanda, en Angola, en tant qu'observateur.
En tant qu'officier du Conseil des métiers, il joue également un rôle de premier plan dans le soutien de la grève au laboratoire de traitement de films de Grunwick qui dure de 1976 à 1978. La main-d'œuvre asiatique majoritairement féminine de Grunwick s'est mise en grève pour exiger que le patron de l'entreprise, George Ward, reconnaisse leur syndicat. Au lieu de cela, Ward renvoie les grévistes, ce qui conduit à une confrontation de deux ans impliquant des piquets de grève de masse et un peu de violence. La grève a finalement échoué.
Dromey est nommé secrétaire général adjoint du Syndicat général des transports et des travailleurs, après avoir perdu de loin l'élection de 2003 au poste de secrétaire général face à Tony Woodley.

### Controverses

#### Argent contre pairie
Le 15 mars 2006 dans le scandale Cash for Peerages, Jack Dromey déclare ne pas être au courant - bien qu'il soit trésorier du parti - de 3,5 millions de livres sterling prêtés au Parti travailliste en 2005 par trois personnes qui ont ensuite été nommées pour être pairs à vie (Chai Patel (en), David Garrard et Barry Townsley (en)).
Dromey déclare publiquement que ni lui ni le président élu du NEC du Labour, Jeremy Beecham n'avaient connaissance de ces prêts ni y étaient impliqués, et qu'il n'en avait pris connaissance que lorsqu'il en avait entendu parler dans les journaux. Dromey déclare qu'il était régulièrement consulté sur les prêts bancaires conventionnels. En plus d'annoncer sa propre enquête, il appelle la Commission électorale à enquêter sur la question des partis politiques contractant des prêts auprès de sources non commerciales. Le rapport qui en a résulté a été discuté par le NEC le 21 mars 2006 .

#### Scandale des dons du Parti travailliste
Dromey est pris dans un autre scandale financier en 2007, car il est responsable des finances du parti, qui comprend plus de 630 000 £ de dons illégaux de David Abrahams. Dromey affirme de nouveau ne rien savoir des dons, les critiques se demandant pourquoi il n'avait pas examiné la question de plus près. Harriet Harman, l'épouse de Dromey, est également prise dans l'affaire, car son personnel a sollicité et accepté des dons illégaux totalisant 5 000 £.
À la suite de cet incident, Mark McDonald se présente contre Dromey pour le poste de trésorier, arguant que plus de transparence est nécessaire, mais il est battu,.

### Carrière parlementaire
Jack Dromey cherche à se présenter aux élections générales de 1997, bien qu'il n'ait pas réussi à figurer sur la liste restreinte pour la circonscription de Pontefract et Castleford.
Dromey cherche à nouveau un siège sûr en 2007, alors qu'il est prévu de déclencher des Élections générales. Peter Watt, alors secrétaire général du parti travailliste, révèle plus tard que le syndicat Unite a fait un don de 1 million de livres sterling en supposant que la nomination pour le siège sûr de Wolverhampton Nord-Est serait donnée à Dromey.
En août 2009, il est révélé que de hauts responsables travaillistes pensaient que Dromey serait probablement sélectionné dans la circonscription de Leyton et Wanstead pour les élections générales de 2010. Le président du Parti travailliste de circonscription de Leyton et Wanstead dit qu'il serait « quelque peu lésé » si Dromey était sélectionné et que l'épouse de Dromey, Harriet Harman, fait campagne pour des listes restreintes de femmes dans des sièges sûrs. Les candidats du parti pour la circonscription devaient être annoncés en novembre 2009, bien que cela ait été retardé d'au moins deux mois, le Daily Telegraph alléguant que l'annonce allait être faite à la dernière minute afin que Dromey puisse être imposé comme le candidat utilisant les règles d'urgence. Il est révélé en janvier 2010 que le siège ne serait pas soumis à une liste restreinte de femmes, mais le Parti travailliste de circonscription a par la suite choisi l'ancien député de Hornchurch John Cryer comme son candidat le 27 février.
En février 2010, Siôn Simon, député travailliste de Birmingham Erdington depuis juin 2001, annonce son intention de se retirer aux élections générales imminentes. Le Comité exécutif national du Parti travailliste annonce rapidement que Birmingham Erdington aurait une liste restreinte ouverte. Le 27 février 2010, Dromey est choisi comme candidat du Parti travailliste pour Birmingham Erdington . Il est élu le 6 mai 2010.
Il soutient Owen Smith dans la tentative ratée de remplacer Jeremy Corbyn lors de l'élection à la direction du Parti travailliste (Royaume-Uni) en 2016.
Jack Dromey conserve son siège aux élections générales de 2019, mais sa majorité tombe à 10%.
En janvier 2021, Dromey rejoint l'équipe du Shadow Cabinet Office, dirigée par Rachel Reeves, en tant que Shadow Paymaster General,.
En janvier 2022, Dromey meurt soudainement pendant son mandat, de causes naturelles, à sa maison en Birmingham, à l'age de 73 ans.

### Mariage et famille
Jack Dromey épouse Harriet Harman en 1982 dans l'arrondissement de Brent, après l'avoir rencontrée sur la ligne de piquetage du conflit de Grunwick en 1977; Harman est conseiller juridique du comité de grève de Grunwick. Ils ont deux fils (nés en février 1983 et novembre 1984) et une fille (née en janvier 1987). Patricia Hewitt, collègue travailliste, est la marraine de l'un de leurs enfants. Leur fils Joe Dromey est conseiller dans l'arrondissement londonien de Lewisham.
Le couple décide d'envoyer leurs enfants dans des écoles sélectives, ce qui fait l'objet de commentaires négatifs à l'époque car cela va à l'encontre de la politique du Parti travailliste. Dromey sert pendant dix ans à l'exécutif du Conseil national des libertés civiles un groupe de pression pour lequel Harman a travaillé comme juriste.
Ils ont une maison dans le Suffolk, en plus d'une maison à Herne Hill au sud de Londres.